# Ljubomir Fejsa
Ljubomir Fejsa (en serbe en écriture cyrillique : Љубомир Фејса), né le 14 août 1988 à Kucura en Yougoslavie (auj. en Serbie), est un footballeur international serbe, évoluant au poste de milieu défensif au Partizan Belgrade.

## Palmarès

### Partizan Belgrade
- Champion de Serbie en 2009, 2010 et 2011.
- Vainqueur de la Coupe de Serbie en 2009.

### Olympiakos Le Pirée
- Champion de Grèce : 2012, 2013 et 2014.
- Vainqueur de la Coupe de Grèce en 2012 et 2013.

### Benfica Lisbonne
- Champion du Portugal en 2014, 2015, 2016, 2017 et 2019
- Vainqueur de la Coupe du Portugal en 2014 et 2017.
- Vainqueur de la Coupe de la Ligue portugaise en 2014, 2015 et 2016.
- Vainqueur de la Supercoupe du Portugal en 2016 et 2017.

### En équipe nationale
- 25 sélections et 0 but avec l'équipe de Serbie depuis 2007.